# Narodowy Program Ochrony Zdrowia Psychicznego
Narodowy Program Ochrony Zdrowia Psychicznego (skrót: NPOZP) – program reform polskiego systemu wsparcia i leczenia osób z zaburzeniami psychicznymi, zaplanowany do realizacji w latach 2011-2015. Obejmuje zadania medyczne, naukowe, społeczne, promocyjne i organizacyjne.  

## Podstawy prawne
NPOZP wynika z zapisu art. 2 ust. 6 Ustawy o ochronie zdrowia psychicznego z 1994 r. Dokumentem wprowadzającym NPOZP jest rozporządzenie Rady Ministrów z grudnia 2010. W realizacji zadań, każde województwo i powiat opracowują własne programy ochrony zdrowia psychicznego.

## Priorytety programu
W NPOZP uznano za priorytetowe działania w następujących obszarach: profilaktyce zaburzeń psychicznych, zaburzeniach depresyjnych, samobójstwach, zaburzeniach geriatrycznych, zaburzeniach spowodowanych używaniem alkoholu, działań w odniesieniu do przewlekłych, nawracających zaburzeń psychotycznych i afektywnych.

## Realizacja programu
Rozporządzenie z grudnia 2010 określa ogólne cele i wskazuje zalecane nakłady na realizację NPOZP (bez budżetowego ich zabezpieczenia). Od roku 2011 tworzone są regionalne struktury programu, w tym najważniejsze dla realizacji NPOZP - wojewódzkie rady zdrowia psychicznego. 